# 大阪近鉄バファローズ
大阪近鉄バファローズ（おおさかきんてつバファローズ、英語: Osaka Kintetsu Buffaloes）は、かつて存在した日本のプロ野球球団である。1949年から2004年まで活動し、1950年から解散までパシフィック・リーグに加盟していた。現在のオリックス・バファローズの前身球団の一つである。

## 概要
フランチャイズ制度が導入された1952年から大阪府を保護地域とし、球団消滅時点で一軍は大阪市西区にある大阪ドーム、二軍（ウエスタン・リーグ所属）は藤井寺市にあった藤井寺球場を本拠地としていた。この他、1999年までナゴヤドームを準本拠地として使用していた。
球団愛称の正式表記は「バファローズ」であり、「バッファローズ」ではない（経緯に関しては後述）。ただし、三原脩の監督時代のサインなど、球団及び近鉄グループ関係者が誤用した例がある。
1999年3月31日までの球団名は「近鉄バファローズ」で、地域密着を謳うために1999年4月1日付で上記球団名に改称された後も通称として使われていた。なお、運営法人の商号は株式会社大阪バファローズ、近畿日本鉄道株式会社の100%の連結対象子会社（額面500円）だった。
2004年11月30日に球団と近鉄グループの経営難からオリックス・ブルーウェーブの運営会社「オリックス野球クラブ」に営業譲渡し、運営会社も2005年3月31日に解散した。職員の大半はオリックス野球クラブ、一部は新規に創設された楽天野球団に移り、選手は分配ドラフトにより、オリックス・バファローズ（ブルーウェーブから改称）と同時に新規参入した東北楽天ゴールデンイーグルスに配分された。
オリックスの球団史において大阪近鉄バファローズは傍系扱いとなるため、チームタイトルや個人賞などの各種記録については一切含まれていない。球団史が引き継がれずに終焉する形でのチーム消滅は1958年の大映ユニオンズ以来となった。また、存続した期間は55年間に及びこれまで消滅した球団の最長存続記録であった松竹ロビンスの17年間を大きく上回った。
合併までの経緯・詳細についてはプロ野球再編問題 (2004年)を参照。
1944年6月から1947年5月まで南海鉄道と関西急行鉄道の戦時統合によって設立された近畿日本鉄道が運営していた近畿日本軍→近畿グレートリングとの球団の系譜としてのつながりはなく、これは現在の福岡ソフトバンクホークスの系譜である。
セ・リーグのうち、阪神タイガース、中日ドラゴンズ、松竹ロビンス、横浜ベイスターズ（現・横浜DeNAベイスターズ）とは一度も日本シリーズでの対戦経験がなかった。

## 球団の歴史
1950年から1968年にかけて20年間で13回のリーグ最下位を経験した当時の近鉄は「地下鉄球団」とも揶揄（やゆ）された。
球団が消滅した2004年時点で現存していた12球団の中で「55年の球団史上一度も4回出場した日本シリーズで日本一になれなかった唯一の球団」となった。

### 球団創立
1949年
近畿日本鉄道をスポンサーとする近鉄パールス（設立時は近鉄本社、後にグループ会社の近鉄野球株式会社（初代、のちの近鉄興業株式会社）が経営を担当。移管時期は不明）が佐伯勇の鶴の一声で結成。「パール（真珠）」は賞金5万円の公募によって決められ、近鉄沿線の伊勢志摩地方で真珠養殖が盛んなこともあって命名された。近鉄にとっては、南海鉄道合併当時の1944年 - 1947年（近畿日本軍 → グレートリング、現：福岡ソフトバンクホークス）以来の球団運営である。近鉄は大阪電気軌道（大軌）時代よりラグビー部（現：花園近鉄ライナーズ）を有していたが、後の佐伯の述懐によれば「ラグビーでは儲からないから」と当時隆盛を極めていた野球経営に食指を動かしたという。11月26日に発足した太平洋野球連盟（パシフィック・リーグ）に加盟し、12月1日をもって正式に球団創設となった。2リーグ制構想を最初に打ち出した正力松太郎は、大阪地区で4チームが同一のリーグに入ることは好ましくないと考え、片方のリーグに近鉄と阪神、もう一つのリーグに阪急と南海を入れる考えを持っていたといわれる。しかし、毎日新聞側で電鉄系球団が結束した後に阪神が離脱するという経過により、この正力の考えは実現しなかった（経過についてはプロ野球再編問題 (1949年)を参照）。加盟申請は早かったものの、チーム編成が遅れたため、他球団と未契約の東京六大学出身者（監督藤田省三始め、関根潤三など法政大学勢が多かったため、チーム内に近鉄法友会という懇親組織が存在した）を中心に編成したが、プロ野球経験者は黒尾重明（東急フライヤーズ）、森下重好、田川豊（いずれも太陽ロビンス）ら数えるほどで、選手層が薄く、球団創設より4年連続最下位となる。

### 近鉄パールス時代
1950年
開幕直前に藤田省三が高熱でダウン、藤田は球場には来たが加藤春雄が実質指揮を取る中で3月12日、藤井寺球場での毎日オリオンズ戦が球団としての初めての公式戦となるが、初回四番森下重好のタイムリーで先制するものの、失策で自滅し、2対6で敗戦。翌13日の南海ホークス戦で沢藤光郎が粘投し、4対3でチーム初勝利を収める。チームは連敗、連勝、連敗を続け、この年は森下が30本塁打、沢藤が18勝を挙げる活躍を見せるが、最終的には首位の毎日から37.5ゲーム離された最下位に終わる。投打共に駒不足を露呈した。球団本社からの強化費用が予想以上に出ず、新人2選手が加入しただけで終わる（その2選手も翌年には退団）。

#### 大阪球場時代
1951年
この年もシーズン終盤まで低迷、9月に14勝8敗1分と追い上げるも6位の東急と0.5ゲーム差で2年連続最下位に終わる。オフに大下弘の獲得に乗り出すが失敗に終わる。
1952年
5月から6月にかけて13連敗を喫し、シーズン通して首位の南海に4勝14敗、2位の毎日には3勝15敗と大きく負け越し、最終的に30勝78敗、3割に満たない勝率 で3年連続最下位に終わる。シーズン終了後、藤田省三が監督を辞任し、芥田武夫が就任。 小玉明利、鈴木武ら後に中心となる新人補強に加え、独特の練習スタイルで結果を出す。
1953年
開幕直後には9連勝するなど、5月8日に一時期ながら首位に立つが、夏場以降は失速し、首位南海と22ゲーム差の最下位となる。勝率は初めて4割を超える。
1954年
8月7日に新人の山下登が対高橋ユニオンズ戦で球団史上初のノーヒットノーランを達成している。74勝63敗5分で、球団創設初となる最下位脱出の4位、勝率5割を越えてのAクラスとなった。近鉄選手初のタイトルとして田中文雄が最多勝、鈴木武が盗塁王を獲得しており、チーム盗塁数223は当時の日本プロ野球歴代5位であった。
1955年
序盤から投手陣が大不振。6月19日には武智文雄（田中から改姓）が大映スターズ戦（大阪）でパ・リーグ初となる完全試合を達成する。この年連敗することが多く、60勝80敗2分の5位に終わる。
1956年
4月後半の10連勝で勢いをつけたが、終盤に失速し5位。この頃は万年最下位とは呼ばれなくなったが、優勝争いをしている西鉄、南海とは地力の差があった。
1957年
この年パ・リーグは高橋ユニオンズと大映スターズが合併したことで8球団から7球団となり、日程が組みにくくなったことから最下位の球団は消滅させようという動きがあり、関根潤三は「大映オーナーの永田雅一による近鉄潰しだ」と述べている。6月22日、芥田がシーズン途中で休養。加藤春雄が代行を務めるが8月を終わっても最下位で、消滅の危機となったが、最終的には6位に終わっている。加藤春雄はオフに監督就任。

#### 日本生命球場時代
1958年
開幕から不振が続き、6戦目で最下位になると、そのまま浮上することなく、首位の西鉄に3勝22敗1分、2位南海に4勝22敗1分と大きく負け越し、この年の29勝は最多勝投手の稲尾和久の33勝を下回り、球団史上最低記録となる勝率.238でシーズンを終える。シーズン終了後、加藤が監督辞任、現役時代「猛牛」と呼ばれた千葉茂を監督に招聘し、チーム名を近鉄バファローに改名。岡本太郎による球団マーク（通称、猛牛マーク）が制作される。なお、同年はパ・リーグの他球団から名古屋への進出を持ちかけられたが、これを拒否している。
この年はパ・リーグが6球団制になった最初のペナントレースだったため、近鉄は「パ・リーグが6球団になった初年度の最下位球団」となった。

### 近鉄バファロー時代
1959年
5月に最下位になると、そのまま浮上できずにシーズンを終える。チーム39勝は、最多勝の南海の杉浦忠の38勝より1勝多いだけであった。前年と合わせ8人の選手が読売ジャイアンツから移籍するなど、チームの大幅な入れ替えを図る。なおシーズン途中の6月20日に千葉茂が途中休養、代行監督に林義一が就任するが、オフに千葉が監督復帰する。
1960年
43勝87敗1分で首位の大毎と39ゲーム差の最下位。
1961年
日本プロ野球シーズン最多記録となる103敗を記録。首位南海とは51.5、5位阪急とも18.5ゲーム差をつけられ、チームの勝ち星は1958年に続き、稲尾和久の42勝に届かぬ36勝に終わった。新人の徳久利明が15勝を挙げ 球団初の新人王を獲得する。1958年から4年連続でチームは160失策以上を記録し、チーム38盗塁は2リーグ制以降、当時の最少記録となっている。シーズン終了後、千葉茂が監督を更迭、別当薫が就任。
後年、この当時の事情を千葉茂はなかなか語ろうとしなかったが、1997年ごろに語ったところによれば「巨人で20年やってきたことがすべてひっくり返った」と述べ、「選手もプロ意識は低かったが、親会社の体質にも問題があった」とし、当時三等車だった列車での移動を西鉄並の二等車にしてほしいと頼めば、球団に「15人だけにしてほしい」と言われたとされる。一方の選手は西鉄の稲尾和久や南海の杉浦忠などが登板することが分かると、高熱や腹痛などの仮病を使って試合を欠場したとも述べている。

### 近鉄バファローズ時代
「近鉄バファローズ」という球団名は1998年まで使われたが、ここでは大阪ドーム移転前年の1996年までの事について述べ、大阪ドームに移転した1997年・1998年の両年については#大阪ドーム時代を参照。

#### 別当監督時代
1962年
チーム名を近鉄バファローズに改名。ジャック・ブルームフィールドが.374の高打率で首位打者を、28勝を挙げた久保征弘が最多勝を獲得するも、チーム全体ではわずか57勝（久保はほぼ半分の勝ち星を1人で稼いだ）で5年連続最下位。土井正博が18歳で四番に抜擢される。
1963年
5月以降チームは勝率5割を保ち、東映との3位争いをするものの、1ゲーム差の4位に終わる。この年のオールスターには7人が選ばれた。長打力には乏しいものの単打や二塁打を重ねて得点をあげる攻撃に「ピストル打線」のあだ名がつく。
1964年
この年4人の10勝投手が出るも、2年ぶりの最下位。1958年よりこの年まで7年連続で失策数はリーグワースト。シーズン終了後、別当薫が監督を辞任。後任には岩本義行が就任。球団結成時から在籍している関根潤三に対して球団の中には「監督をやれ」という人もいたが、関根にそのつもりはなく、近鉄を退団し、巨人に移籍した。

#### 岩本（義）監督時代
1965年
優勝した南海と42.5ゲーム差で2年連続の最下位。この年第1回プロ野球ドラフト会議が行われ、2位指名で鈴木啓示が入団している。
1966年
48勝82敗で3年連続最下位。シーズン終了後、岩本義行が監督を辞任、後任には当時31歳の小玉明利が選手を兼任のまま監督就任。

#### 小玉監督時代
1967年
4月1日、球団運営のための会社法人として近鉄野球株式会社（2代目）を設立し、近鉄興業（同年3月に近鉄野球株式会社＝初代を商号変更）から経営を移管。チームは開幕ダッシュもあり5月半ばまで首位だったが、主力選手の相次ぐ故障もあり、4年連続最下位に終わる。シーズン終了後、小玉明利が監督を辞任し、選手として阪神に移籍した。後任には三原脩が就任した。

#### 三原監督時代
1968年
西鉄との開幕戦で3連勝後、4月を14勝4敗として6月まで首位だったが、夏場以降は失速し、首位の阪急と23ゲーム差の4位に終わる。しかし、監督の三原によって選手に自信をつけさせたとされる。三原は家族の問題から退任を申し入れるも、慰留され続投。
1969年
5月までに9連敗を記録するなど低迷、しかしその後18勝1敗2分けと一気に追い上げ、球団初の首位争いを阪急と展開する。互いに直接対決4試合のみを残した10月17日の時点で2厘差で首位を保ち、阪急よりも優位であった。しかし、10月18日からの対阪急4連戦に初戦から3連敗で阪急の逆転優勝を許し、2位に終わる。球団創立以来シーズンの対戦成績で勝ち越したことがなかった南海に対し17勝9敗と初めて勝ち越し、また15シーズン連続で負け越していた西鉄にも15勝11敗で勝ち越した。ドラフト会議では、高校野球で甲子園のアイドルと呼ばれた太田幸司を獲得。
1970年
5月14日に黒い霧事件に関連し、球団職員だった山崎晃が外部の人間より八百長（野球協約上の敗退行為）を強要され、監督や選手に敗退行為の依頼を行ったことが報道された。山崎は1967年に当時選手兼監督だった小玉明利を始め、木原義隆、吉沢岳男、高木喬の4名に八百長を依頼したとされる。捜査の結果、依頼された4人については金銭の授受はなく試合で敗退行為を行った確証も得られなかったため、プロ野球機構からの処分は厳重戒告に留まったが、山崎については八百長工作を行っていたことが確実になったため、6月15日に野球賭博への関与を理由とした永久追放処分が下された。10月6日、対南海戦で佐々木宏一郎が完全試合を達成。シーズン終了後、三原が監督を辞任し、後任を鶴岡一人に一本化するが招聘に失敗し、コーチの岩本尭が監督に昇格した。

#### 岩本（尭）監督時代
1971年
鈴木啓示、清俊彦、佐々木宏一郎、神部年男の投手4本柱が防御率7位以内に入る安定感を見せ、3位を確保。
1972年
序盤に首位に立った南海相手に7連勝（1分）するなど、4月29日に同率首位にもなったが、総合では首位とは14ゲーム差の2位に終わる。この頃は鈴木啓示が5年連続20勝を挙げ、また太田幸司人気もあってテレビ中継も増えている。
1973年
パ・リーグは前後期2シーズン制を導入。投手力のある近鉄が優勝候補にも挙げられたが、その投手陣が相次ぐ故障などから崩壊し防御率3.83はリーグ5位で10勝以上あげたのが鈴木啓示のみ、打線も土井が唯一打率ベスト10入り（3位）しただけでチーム打率はリーグ最下位の.237、本塁打113本は南海と同数の5位、盗塁、得点はリーグ最少、失点、失策はリーグ最多で、8月末に岩本は休養し、島田光二が代理監督を務めるが、前後期とも最下位の6年ぶりの最下位に終わっている。二軍がウエスタン・リーグを初制覇している。シーズン終了後、前阪急監督の西本幸雄が監督就任。

#### 西本監督時代

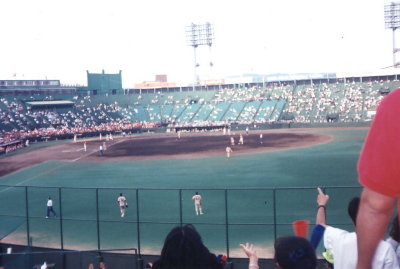
藤井寺球場（一軍は1983年まで準本拠地、1984年-1996年までメイン本拠地。1997-1999年まで再び準本拠地。二軍は創設当初から本拠地だった）

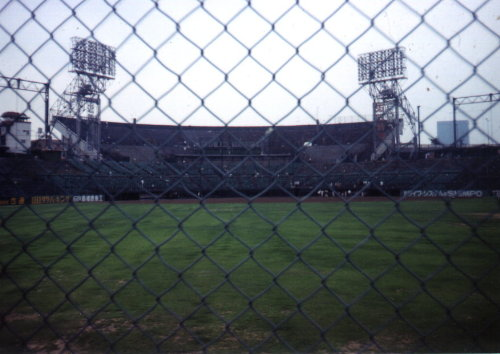
1958-1983年のメイン本拠地・日生球場

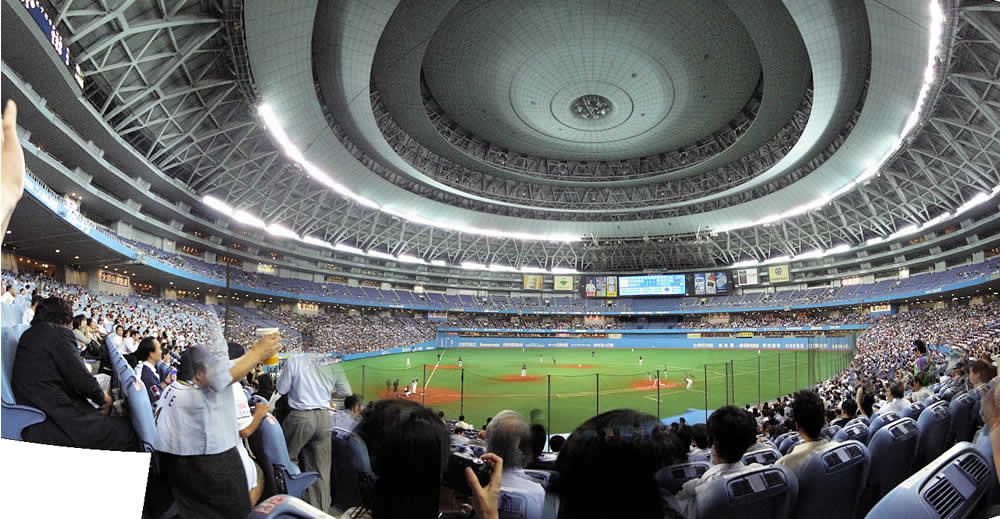
1997-2004年の本拠地・大阪ドーム

西本幸雄の下でリーグ初優勝を遂げ、長かった低迷期を脱する。また、仰木彬の監督就任後は毎年のように対西武ライオンズとの激しいペナントレース争いとなり、西本退任以降の1982年から仰木彬が指揮した1992年までではBクラスは3度と安定した成績を保った。
1974年
監督に就任した西本は羽田耕一、栗橋茂、佐々木恭介、平野光泰、梨田昌崇ら若手選手を鍛えてチーム力の強化を図ったが1年目は5位に終わり、オフにチームの主砲であった土井正博を太平洋クラブライオンズにトレードで放出する。
1975年
初めて「優勝」（ペナント2期制度での後期優勝）を果たすが、プレーオフで前期優勝の阪急に1勝3敗で敗れる。なお通期での貯金は「21」（71勝50敗9分）であり、優勝の阪急の貯金「5」を大きく上回っていた。（+8ゲーム差相当）
1977年
4月26日、ロッテ戦で鈴木啓示が球団初の通算200勝を達成、近鉄入団の生え抜き選手としては唯一の名球会入り選手となった。南海と日本ハムファイターズに勝ち越し、ロッテ、クラウンライターライオンズに10勝以上あげているが、首位の阪急に6勝18敗2分と大きく負け越し前期は3位としたものの、後期は最下位でシーズン通しては4位に終わる。チーム盗塁数120はリーグトップだったが、チーム打率は5位、チーム本塁打92本はリーグ最下位に終わっている。
1978年
前期は阪急に次いで2位、後期は8月まで阪急が首位を独走していたものの、9月に近鉄が猛追し一時は首位に立つなど両チームのマッチレースとなり、後期最終戦となる9月23日に阪急との後期優勝をかけた直接対決を迎えた。近鉄は勝てば後期優勝、阪急はこの試合に勝ち、さらに残り2試合中1試合を引き分け以上が優勝の条件だった。近鉄はこの年25勝で最多勝の鈴木啓示を先発に立てたが、山田久志とのエース対決に敗れ、逆転で首位に立った阪急が次の試合にも勝って前期に続き優勝を決め、近鉄は2位に終わっている。この年近鉄は全球団に勝ち越したものの、阪急は近鉄以外の4球団に大きく勝ち越していたのが差となった。
1979年
前期は5月までに2位阪急に5ゲーム差をつけ独走していたが、6月9日の対ロッテ戦でチャーリー・マニエルがアゴに死球を受け、戦線離脱、阪急の追い上げもあり、一時は阪急にマジックが点灯するが、最終戦の対南海戦に引き分け前期優勝を決めた。後期は2位となり、後期優勝の阪急とのプレーオフとなるが、この年防御率1位の山口哲治の3連投の活躍で3連勝し、球団創設30年目にして初優勝を遂げる。これにより、当時の全12球団最後のリーグ優勝を達成した。これは、日本プロ野球の球団数が12になった1958年の近鉄パールス時代から数えて21年目のことである。74勝45敗11分、勝率.622は球団記録。ただし、年間勝率は2位（1位は阪急の勝率.630）だったため、近鉄は年間勝率1位通過を経験することなく、初のリーグ制覇を成し遂げた最初で最後の球団となった（2005年に発足した東北楽天ゴールデンイーグルスは球団創設9年目の2013年に初のリーグ優勝を飾ったが、勝率1位通過だったため、2024年現在も近鉄が唯一となっているが、現在のポストシーズンでは勝率1位を競うリーグ戦とは区別されているため、勝率2位以下でのリーグ覇者は現れない）。広島東洋カープとの日本シリーズでは第7戦の9回裏1点ビハインドの場面で、無死満塁の一打逆転サヨナラの好機をつかむが、江夏豊の前に阻まれ、3勝4敗で敗退（江夏の21球参照）。
1980年
反発力を高めた飛ぶボールの効果もあり、この年本塁打・打点の二冠のマニエルをはじめチームから二桁本塁打10人を出す日本プロ野球新記録のシーズンチーム本塁打239本 し、前年5月19日から9月29日まで日本プロ野球記録を更新する215試合連続で得点を記録する。チームは前期2位、後期は残り3節の時点で5位と追い込まれるが、そこから巻き返し、10月7日には後楽園球場で、マジック1で引き分けでも優勝決定という日本ハムとの直接対決を6対5で勝利し、続く8日、11日の対西武ライオンズ2連戦にも勝利し、逆転で後期優勝、ロッテオリオンズとのプレーオフも3連勝で制し、2年連続でリーグ優勝を果たすが、日本シリーズではまたしても広島に3勝4敗で敗退。オフにマニエルが契約更改で球団と決裂し、退団。
10.7決戦
1980年10月7日に行われた後楽園球場における日本ハムと近鉄の後期最終戦。この試合は開始30分前に満員札止めとなった。日本ハムはこの試合で引き分けでも後期優勝が決まるが、近鉄が優勝するにはこの試合に勝ち、対西武戦も連勝する必要があるという日本ハムに非常に有利な試合であった。両チームの先発投手は近鉄は鈴木啓示、日本ハムは高橋一三のベテラン左腕。2回裏に日本ハムが1点を先取。打たれながらも何とか抑えていた高橋が3回表に無死二塁とすると、早くも木田勇がリリーフした。しかし佐々木恭介に打たれて同点とされる。4回表には3本の安打を連ねられて3点を失った。木田はカーブの制球が定まらず、バックの失策も出た。5回裏に日本ハムが1点を返せば、近鉄もクリス・アーノルドがソロ本塁打を放つ。しかし7回裏に日本ハムは代打、富田勝の二塁打を皮切りに4連打を浴びせて2点を返し、1点差にまで迫る。8回表に有田修三がソロ本塁打を放った後に木田はマウンドに座り込んでしまい、ついに降板した。その裏に日本ハムも一死三塁から富田が近鉄2人目の投手の井本隆の頭をワンバウンドで越えるゴロを放ち、これを遊撃手の吹石徳一がギリギリ追い付いて捕球。三塁走者の大宮龍男はこの場面で生還することができなかった。二死から高代延博の安打でようやく生還して1点差に迫った。日本ハムは9回表の近鉄の攻撃を間柴茂有と宇田東植のリレーで凌いだ。9回裏の日本ハムはクリーンナップの好打順。一番手の柏原純一の右翼への痛烈なライナーがフェンス一杯で捕球された。近鉄はこの後に3番手の村田辰美に替えた。トミー・クルーズも右翼正面へのライナーで二死。トニー・ソレイタは三振に終わり、5-6と近鉄の勝利で試合終了。自力優勝の機を逸した日本ハムを尻目に、近鉄は西武にも連勝して逆転優勝を果たした。監督の西本は「あそこまで鍛えに鍛えて、全員が全力を尽くして戦えば、お客さんの期待に応える、あれだけのゲームが出来るのです」とのちに振り返り、当日に新聞紙記者の一人は「かつてプロ野球は巨人一辺倒だったが、時代は変わった」と書いた。
1981年
マニエルの抜けた穴はあまりにも大きく、前年4人いた3割打者が1人も出ず、本塁打もビクター・ハリスの22本がチーム最高であるなど打線が低下。また鈴木啓示も5勝しかできず負け越すなど投手陣が振るわず前期6位、後期4位の最下位に終わる。シーズン終了後、西本幸雄が監督辞任、後任に関口清治が就任。

#### 関口監督時代
1982年
序盤は首位になり前後期とも勝ち越し3位となるが、首位の日本ハムからは大きく離されての結果となった。
1983年
4月末に7連敗すると5月まで最下位、持ち直すものの、以降は1度も5割にならないままこの年は4位、シーズン終了後、関口清治が監督を辞任、後任は岡本伊三美。広島から加藤英司がトレードで加入。

##### 藤井寺球場復帰後
今季から1997年に大阪ドームが開設されるまで、本拠地が藤井寺球場に固定される。

###### 岡本監督時代
1984年
このシーズンでは、藤井寺球場のナイター設備が完成し、4月6日にナイター開きが行われた。5月5日には鈴木啓示が通算300勝を達成するが、新外国人選手だったドン・マネーが待遇面をめぐって4月末に退団するなどもあり、4位となるが、3位の対西武戦を9勝17敗と大きく負け越している。
1985年
7月10日に鈴木啓示が現役引退を表明、背番号1は球団唯一の永久欠番となる。本塁打はリーグ最多の212本だが、防御率はリーグワーストの5.10で、この年は4位の阪急と勝率1毛差の3位であったが、首位西武とは15ゲーム差をつけられ、二桁勝利投手もストッパーの石本貴昭だけであったが、この時期は1979年、1980年の優勝メンバーと、後の1989年優勝メンバーの世代交代の時期だったとされ、打者では大石大二郎、投手では石本の他に小野和義、吉井理人、佐々木修、山崎慎太郎などの獲得や台頭が見られる。オフに有田、加藤英が巨人・淡口憲治らとトレード成立。
1986年
後半戦は西武との熾烈な優勝争いとなり、互いにマジックが点灯と消滅を繰り返す展開となる。9月終了時で西武と1ゲーム差の2位だが、残り試合の関係でマジック10が点灯していた。10月5日のロッテ戦で9回裏に2点差を追い付き、引き分けで同率首位に並ぶと、翌日はロッテに勝って単独首位に立つ。両チーム残り3試合の時点でマジック3としたが、10月8日から阪急に3連敗。ロッテにホームで連勝し逆転優勝を果たした西武と2.5ゲーム差の2位に終わる。記録の残る1952年以降としては初めて観客動員が100万人を突破している。
1987年
移籍2年目の新井宏昌が首位打者、ルーキー・阿波野秀幸が15勝を挙げ新人王を獲得する活躍をみせるもののチーム内の不協和音もあり5位のロッテとは1.5ゲーム差で、4球団には11勝以上したものの残る西武には5勝19敗3分と大きく負け越したこともあり、最下位となる。シーズン終了後、岡本伊三美が監督を辞任、コーチだった仰木彬が就任、権藤博が投手コーチ。

###### 仰木監督時代
1988年
終盤に前年までリーグ3連覇中の西武と熾烈な優勝争いを繰り広げることとなった。開幕から西武が独走、6月に入ると貯金20で2位近鉄は8ゲームをつけられ、7日には主砲のリチャード・デービスが大麻不法所持で逮捕され解雇というアクシデントに見舞われ、同月28日に急遽中日ドラゴンズから金銭トレードでラルフ・ブライアントを獲得した。ブライアントはこの後、74試合の出場ながら34本塁打を記録するなど大活躍をした。9月に入っても西武が独走状態は続き、15日の時点では西武に6ゲーム差をつけられるが西武が一時後退して29日の時点では1.5ゲーム差、10月に入り5日にはゲーム差無しで一時近鉄が首位に立つなど、以降シーズン終了まで、首位の西武と近鉄がともに譲らずハイペースで勝ち続けるという展開となり、16日に西武が全日程を終了した時点では、近鉄は残り4試合のうち3勝すれば優勝だったが、17日の対阪急戦に敗れ、残り3戦を3勝が優勝の絶対条件となり、川崎球場へ移動しての18日の対ロッテ戦に勝利し、10月19日のロッテとのダブルヘッダーでは第1試合を9回に逆転勝利するが、第2試合延長10回時間切れで4対4の引き分け に終わり、130試合目にして優勝を逃す結果となった（詳細は10.19を参照）。この試合でも活躍の梨田、吹石が引退。
この年は昭和最後のペナントレースだったため、近鉄は当時の12球団の中で横浜大洋と共に「昭和時代に一度もリーグ優勝を本拠地で飾れなかった球団」かつ日本ハムと共に「昭和時代に一度も年間勝率1位によるリーグ優勝を本拠地で飾れなかった球団」となった 。
1989年
開幕前は西武と近鉄が優勝争いになると見られたが、ペナントに入ると開幕戦で近鉄に大勝したオリックス・ブレーブスが開幕から8連勝と抜け出し、近鉄や西武は勝率5割前後と出遅れる。近鉄はエースの阿波野秀幸が開幕から6連勝や、いてまえ打線の復調もあり、7月から8月にかけて2度の4連勝などで8月に一時首位に立つが、9月に入ると連敗を重ねて9月25日の時点で3位に後退していた。近鉄に後がない状況で迎えた10月12日の西武戦（西武球場）ダブルヘッダーにおいて、ラルフ・ブライアントがこの日4打数連続本塁打が出て西武に連勝。近鉄がマジック2を点灯させる（詳細は10.19#1989年10月12日のダブルヘッダーと近鉄1年越しの優勝を参照）。10月14日、藤井寺球場での福岡ダイエーホークス戦に勝利し、129試合目で1980年以来9年ぶり3度目の優勝達成となった。これが近鉄にとって初の1シーズン制度上での初優勝となった。これにより、当時のパ・リーグ全球団がリーグ優勝を正式な本拠地で決めたと同時に当時の全12球団が前身を含め、年間勝率1位によるリーグ優勝をした。前者はフランチャイズを導入した1952年の近鉄パールス時代から数えて37年目、後者はNPBの球団数が12になった1958年の近鉄パールス時代から数えて31年目のことだった。本拠地で初開催となった日本シリーズは初戦から巨人に3連勝するものの、加藤哲郎の「巨人はロッテより弱い」発言問題もあり、その後4連敗を喫し、巨人に敗れる。栗橋、淡口、羽田が引退。オフに村田が移籍、権藤コーチが退団した。ドラフトにおいて、8球団競合による抽選の上、新日鉄堺の野茂英雄の交渉権を獲得し、入団している。
この年は平成最初のペナントレースだったため、近鉄は「平成最初のパ・リーグ優勝球団」となった。
1990年
野茂英雄が最多勝、防御率など主な先発投手タイトルを獲得する活躍で新人王＆MVPとなり、沢村賞も獲得。また同じく新人の石井浩郎も6月以降にレギュラーに定着し規定打席不足ながら打率.300、22本塁打と活躍。しかし、チームは開幕2戦目から9連敗を喫し、大きく出遅れ、阿波野の不振や小野の故障など野茂以外の投手陣が軒並み成績を落としたこともあり、西武との大差を縮められず3位に終わる。オフには中西太ヘッドコーチが退団した。
1991年
西武が開幕から抜け出すが、前半戦最後の西武との直接対決で勝って首位で折り返すものの、9月に西武との直接対決で3連敗し、逆転優勝される。この年の77勝は当時の球団最多勝利記録だった。野茂は2年連続最多勝、トレーバーは打点王獲得も退団した。ブライアントの故障、長期離脱も響いた。
1992年
前年とは逆に近鉄が序盤は首位を走るが、6月になると西武に逆転され、その後は西武の独走を許し、2位に終わった。赤堀元之が最優秀救援とともに防御率1.80を記録し最優秀防御率を獲得したが、規定投球回数達成者としては球団唯一の防御率1点台投手となった。野茂は入団から3年連続最多勝、高村祐は新人王。シーズン終了後、仰木彬が監督辞任。後任には小玉明利以来26年ぶりとなる生え抜きの鈴木啓示が監督に就任する。

###### 鈴木 → 佐々木監督時代
1993年
監督の鈴木啓示と野茂英雄や吉井理人といった主力選手との確執が続いた。野茂は4年連続で最多勝を挙げるが四球や自責点もリーグ最多で安定感に欠き、野茂以外に10勝以上投手が出なかったものの、抑えの赤堀元之と、石井浩郎、ブライアントなどのいてまえ打線が好調で、開幕から好スタートの直後に連敗が続き、最下位に転落するも、最終的には首位の西武と7ゲーム差の4位に終わる。
1994年
開幕の対西武戦で赤堀元之が伊東勤に開幕戦史上初の逆転サヨナラ満塁本塁打を浴びる波瀾のスタートとなり、序盤からチームは低迷。6月17日には首位西武に16ゲーム差の最下位に沈む。しかし、いてまえ打線の爆発により、夏場から調子を上げ、7月26日から8月10日にかけて球団新記録となる13連勝を記録し、一時は首位に立つなど、約1か月半で32勝6敗、勝率.842の驚異的な成績を残す。しかし、野茂が離脱した8月以降は後退、最終的に首位西武と7.5ゲーム差の2位に終わる。シーズン終了後、野茂が契約のこじれから退団、メジャーリーグのロサンゼルス・ドジャースに移籍。金村義明がFA権を行使し、中日に移籍。阿波野が香田勲男との交換トレードで巨人へ移籍。
1995年
開幕直前、吉井が西村龍次との1対1の交換トレードによりヤクルトに移籍。開幕から2年目のリー・スティーブンスが13試合で10本塁打と打ちまくるが、ブライアント、石井浩郎の故障離脱があり投手陣も高村が怪我で離脱、ストッパー赤堀が絶不調もあってチームは低迷。8月8日夜、鈴木は遠征先を訪ねてきた球団社長に「これ以上、あなたの顔に泥を塗れない」と、3季目途中の解任通告、退任会見もせず、ひっそりグラウンドを去った。8年ぶりの最下位になる。シーズン終了後、佐々木恭介が監督に就任する。ドラフトでは高校生としては史上最多7球団が1位指名したPL学園の福留孝介の交渉権を獲得するが、福留は入団拒否。ダイエーを自由契約となった山本和範が15年ぶりに復帰。
1996年
テスト入団の山本が開幕から活躍しオールスターにも選ばれたが、投手陣の調子の波が激しく勝率5割付近を行き来する展開となる。翌年から本拠地が新たに大阪ドームに移転するため、Aクラス入りし、開幕カードを新本拠地で迎えたかったが、終盤戦Aクラス入りをかけた対西武2連戦に敗れ、4位に終わった。オフ、大幅減俸提示を拒否した石井が巨人に移籍。

##### 大阪ドーム時代
本拠地を大阪ドームに移転するも、選手の年俸が高騰したことや、球場使用料が藤井寺球場（グループ会社の近鉄興業が保有）本拠地時代より大幅に上昇したこと、移転2年目である1998年以降は観客動員数が伸び悩んだこともあり、赤字額が年々膨れ上がった。また、大阪ドームも最寄り駅が近鉄の駅ではなかったため、近鉄沿線からは孤立した存在となり、観客が近鉄を利用しなくなったため、その分の運賃収入も途絶えるといった影響も出た。

###### 佐々木監督時代
1997年
開幕カードのグリーンスタジアム神戸での対オリックス2連戦がともに雨で中止となったため、4月8日の大阪ドームでの対千葉ロッテマリーンズ戦が開幕試合となり、大阪ドームでの初試合を4対2で勝利している。借金が最大14になるなど、夏場までロッテと5位を争う状況だったが、8月24日の対ロッテ戦（大阪ドーム）でパ・リーグ史上初（プロ野球通算3度目）の10点差逆転勝利（延長12回）を機にチームは浮上。最終的には3位でシーズンを終える。この年の観客動員は186万6千人に達し、球団の年間最多観客動員記録となった。この年限りで大石大二郎が引退。
1998年
8月半ばまで日本ハムと優勝争いを繰り広げ、日本ハムの失速もあり一時0.5ゲーム差まで詰め寄るが、直後に連敗し、西武、ダイエーを含めた4チームの混戦となる。先発投手陣が安定せず1952年以来となる2桁勝利投手が出ず、ロブ・マットソンの9勝がチーム最高の勝ち星となった。最終的には借金1の5位に終わる。

### 大阪近鉄バファローズ時代
1999年
4月に地元企業との提携と地元密着を目指してチーム名を大阪近鉄バファローズに改称し、9月に従来の近鉄野球株式会社に代わる新会社「株式会社大阪近鉄バファローズ」を設立。4月は首位で折り返すが、前年以上に先発投手陣が安定せず（2年連続して2桁勝利投手が皆無だった）、途中プロ野球新記録となる5試合連続2桁失点のワースト記録を樹立するなど、低迷して4年ぶりに最下位に終わる。シーズン終了後に佐々木恭介が監督を辞任、後任は近鉄最後の監督となる梨田昌孝。

#### 梨田監督時代
2000年
就任した梨田に「選手層が薄いが、ケガ人さえいなければ」と言われた状況において、オープン戦で吉岡雄二が骨折こそ免れたものの手首に重傷のけが、シーズンに入って礒部公一が顔面死球で、フィル・クラークが手首骨折で次々に離脱する状況で、中村紀洋が本塁打王と打点王の二冠を獲得するが、チームは33年ぶりの2年連続最下位に終わる。投手陣では3年連続二桁勝利投手は現れず、野手陣でも規定打席到達で3割を超えたのは武藤孝司だけであった。
この年は20世紀最後のペナントレースだったため、近鉄は「20世紀最後のパ・リーグ最下位球団」となったが、これが近鉄にとって最後のリーグ最下位となった（つまり、21世紀は4年間で1度もリーグ最下位にならなかった）。
2001年
開幕戦の3月24日の対日本ハム戦は一時は1対6で5点差をつけられるものの、両軍合わせて8本塁打の打ちあいとなり最後は10対9で逆転勝利する。その後も4月に2試合連続サヨナラ勝ちを収めるなど、逆転勝利が多く（78勝のうち41勝が逆転勝ち）、7月17日の対ロッテ戦も9回5点差から8得点を挙げ逆転勝ち、前半戦終了時には、5位のロッテとは5ゲーム、最下位の日本ハム以外が勝率5割以上という状況ながら、1991年以来10年ぶりに首位で折り返す。この年からロサンゼルス・ドジャースと業務提携を結び、シーズン途中にドジャース元監督のトミー・ラソーダの紹介でショーン・バーグマンとジェレミー・パウエルの2投手、ショーン・ギルバート内野手を獲得。この補強も功を奏した。終盤の9月3日から5連敗し、9月5日の段階でもダイエーと同率首位、1厘差で西武が追い、5位まで6.5ゲーム差という混戦となるが、9月9日からの11試合を10勝1敗とした。9月24日の対西武戦ではタフィ・ローズが当時の本塁打シーズン日本プロ野球タイ記録となる55号本塁打を達成し、試合も9回裏松坂大輔から中村紀洋のサヨナラ2ラン本塁打で勝利し、優勝マジックを1とした。9月26日、オリックス戦（大阪ドーム）で2対5とリードされた9回裏、無死満塁から代打・北川博敏が日本プロ野球初となる「代打逆転サヨナラ満塁優勝決定本塁打」で1989年以来12年ぶり4度目のリーグ優勝を大阪ドームで初めて決めた。球団生え抜き監督によるリーグ優勝は球団史上初。また、同一監督での前年最下位からの優勝は1976年の巨人の長嶋茂雄に次いで二人目で、パ・リーグでは初。ロッテには20勝8敗と大きく勝ち越したが、防御率リーグ最下位（4.98）での優勝と2位チームへの2桁負け越し（ダイエーに9勝19敗）での優勝はともに史上初だった。日本シリーズではヤクルトスワローズに自慢のいてまえ打線を封じ込まれ、1勝4敗で敗退。シーズン78勝は球団記録。
オフに球団初（唯一）のFA移籍で加藤伸一を獲得。
この年は21世紀最初のペナントレースだったため、近鉄は「21世紀最初のパ・リーグ優勝球団」となったが、これが近鉄にとって最後のリーグ優勝・日本シリーズ出場となった。そのため、上記の大阪ドームおよび球団生え抜き監督によるリーグ優勝もこの年が最初で最後となった。
2002年
5月28日から6月15日にかけて8年ぶりの10連勝を記録し、首位西武に一時2ゲーム差に詰め寄る。しかし、その後は西武の独走を許すと、8月16日の直接対決で9点差を逆転負けし、西武に優勝マジック34が点灯。最終的に優勝した西武から16.5ゲーム差の2位に終わる。オフに古久保健二が現役を引退した。シーズン終了後に中村がFA宣言するが、メジャーリーグを含めて1カ月余りの交渉の末、近鉄と推定4年20億円プラス出来高払いの契約を結び、残留した。大塚晶文はメジャーリーグへのポスティングシステムによる移籍を希望するが、入札球団が現れず、中日に金銭トレードされる。打撃陣では中村とローズが本塁打を量産したものの、規定打席到達で3割を超えた選手が一人もいなかった。
2003年
1月に会社の商号を株式会社大阪バファローズに変更。開幕5連勝と好調な滑り出しを見せ、首位ダイエーと1.5ゲーム差の2位で前半戦を終える。しかし、後半戦に入ると、大塚の移籍に伴う抑え投手の不在や4番中村の負傷・不振が響き、3位に後退、そのままシーズンを終える。シーズン終了後、長年主砲として活躍し、この年も本塁打王を獲得しているローズを年俸高騰から自由契約とする（巨人が獲得）。

#### 2004年プロ野球再編問題
2004年
この年が近鉄球団として最後の年となった。
1月31日、ネーミングライツの構想 を表明するも、巨人が猛反対したことで、他球団も多くがこれに追随し、結局失敗に終わる。6月13日、日本経済新聞が1面で「近畿日本鉄道がプロ野球球団『大阪近鉄バファローズ』をオリックスに譲渡する方向で交渉を進めている」というスクープ記事を掲載したことで、世間が大騒ぎとなる。のち球団側もこれを認め、オリックス・ブルーウェーブと球団合併する方向で準備を進めていることを発表する。6月30日にライブドアが球団を買収する動きを見せたものの、近鉄は買収には応じず（ライブドアの動きについてはこちらも参照）、8月10日に合併に関する基本合意書への調印が行われ、9月8日のオーナー会議でこの合併が正式に認められた。9月18日から19日にかけて、この問題に反発するプロ野球選手会による日本プロ野球初となるストライキが行われ、12球団全ての試合が中止となった。
オープン戦で吉岡雄二がアキレス腱断裂で離脱。ローズに代わる主砲と期待されたラリー・バーンズが開幕3戦目で離脱、同じくストッパーとして期待されたヘクター・カラスコも、4月に4連敗で防御率20.00となり登録抹消。4月7日に4位となって以降このシーズンはAクラスになることはなく、4月は最下位で終える。岩隈久志が開幕から球団記録となる12連勝もあり、一時は4位となるが、6月13日の球団合併発表の翌試合から4連敗するなど、5位となり、7月は4位で終わるものの、アテネオリンピックで岩隈、中村が抜けた8月7日から7連敗で、以降は5位となる。梨田は合併発表時の時点では「借金4で手ごたえはあった」としているが、7月7日のオーナー会議の時点では選手は放心し、最後は立ち上がれなかったとも述べている。9月24日、大阪ドームでの最終戦となる対西武戦が行われ、この年ここまで出場のなかった吉岡が代打で出場、この試合が引退登板となった赤堀元之や加藤伸一などが登板した。試合は延長11回裏、1死二塁で星野おさむの右翼線へのサヨナラ安打で3対2で勝利、これが球団公式戦最後の勝利となった。9月27日のYahoo! BBスタジアムのオリックス戦が共に合併する球団同士の公式戦最終戦となったが、2対7で敗れた。チームは61勝70敗で4年ぶりのBクラスの5位で終え、消滅後の2007年から始まったクライマックスシリーズを含む13球団で唯一同年以降の現行のプレーオフシーズンに参戦せずに消滅した。岩隈は15勝を挙げ、最多勝を獲得するなど計算できた投手陣に比べ、打撃陣はローズが抜けたことや吉岡などの故障もあり、前年より本塁打、得点が激減した。二軍は前期優勝で、9月30日、藤井寺球場で最後の二軍公式戦、ウエスタンリーグ優勝決定戦が行われたが、後期優勝の中日に敗れている。
11月8日、オリックスと楽天の間で選手分配ドラフトが行われ、近鉄の選手はオリックスと楽天に振り分けられることになった。大村直之がソフトバンクにFA移籍。中村紀洋がポスティングシステムでロサンゼルス・ドジャースに移籍。
以上の合併への動きは選手会との労使交渉や球界再編問題にまで発展し、球団合併反対運動では選手も署名活動に参加するなど、ファンを含む球界内外からの強い反発が起こるなど大きな波紋を呼んだ。そして、11月30日をもってプロ野球チームとしての大阪近鉄バファローズは55年の歴史に幕を降ろした。

### 2005年以降
2005年1月15日に御堂筋グランドビル7階に置いていた株式会社大阪バファローズ事務所を閉鎖。1月17日、同ビル15階に事務所移転し、中村紀洋のポスティング申請など、残務処理を引き続き行う。3月31日、この日をもって株式会社大阪バファローズは解散となる。6月20日付で清算結了となり、法人格が消滅した。なお、近鉄はこの後、球団合併後の暫定処置として2007年までオリックス球団の株式を20%保有し、ユニフォーム左袖部分に「近鉄」のロゴを入れたが、同年シーズン終了と同時に完全撤退した。ただ、球団経営から撤退後も、「近鉄沿線デー」と銘打って優待企画を実施するなどしているほか、オリックスが優勝時には近鉄百貨店で優勝セールを実施するなど、間接的に関わりは持ち続けている。
2013年から2015年と2017年から2019年にかけてオリックスがOSAKAクラシックと銘打って、昭和時代に同じく大阪の球団であったソフトバンクとの復刻ユニフォームでの試合を行い、近鉄各時代のユニフォームを使用した。
2022年10月30日にオリックスが日本シリーズ第7戦でヤクルトを4勝2敗1分で下したことにより、前身球団こそ異なれど、球団愛称「バファローズ」としては6度目の正直で悲願の日本一を達成した。ゆえに、バファローズの日本一達成で球団唯一の永久欠番の選手だった鈴木啓は多くの祝電をもらったという。これにより、戦中の社会情勢で球団愛称を変更せざるを得なかった阪神、戦後からの導入から一度も球団愛称を変更していない巨人と中日、現在の球団愛称変更後に初優勝・日本一を決めた西武とヤクルト、球団創設から一度も球団愛称を変更していない楽天と広島を除くNPB現存5球団全てが現在の球団愛称になってからリーグ優勝・日本一になった。これは、横浜DeNAベイスターズの前身「横浜大洋ホエールズ」が「横浜ベイスターズ」に変更された1993年から数えて29年目のことである。

## 球団愛称
1. 創設時の球団愛称・パールス（Pearls）は、近鉄沿線の伊勢志摩の特産品である真珠にちなんだものである[注 33]。
なお、日本野球機構に登録された球団愛称は『パールス』だが、社史など近鉄側が制作した書類や出版物では一貫して『パールズ』が用いられていたため[注 34]、チーム名登録の際の手違いなどがあったと推定されている。また、当時の新聞・雑誌などのメディアでは双方が混用されていた。
2. 1958年オフに千葉茂が監督に就任すると同時に、パールスに代わる新しい球団愛称を公募したところ、1番多かったのが現役時代「猛牛」と呼ばれた千葉にちなんだバッファローズだった。ところが、当時の球団幹部が「『バッファローズ』では表記が長すぎる」と言ったため、2文字減らしてバファロー（Buffalo）になった。千葉辞任後の1962年に「これからは監督だけが猛牛になるのではなく、チーム全員が猛牛にならなければならない」という意味を込めて複数形のバファローズ（Buffaloes）と変更された[67]。

## タイトル獲得選手

### 総合
最優秀選手
- チャーリー・マニエル（1979）
- ラルフ・ブライアント（1989）
- 野茂英雄（1990）
- タフィ・ローズ（2001）

最優秀新人
- 徳久利明（1961）
- 大石大二郎（1982）
- 阿波野秀幸（1987）
- 野茂英雄（1990）
- 高村祐（1992）

### 打撃部門
首位打者
- ジャック・ブルーム（1962-1963）
- 永淵洋三（1969）
- 佐々木恭介（1978）
- 新井宏昌（1987）

本塁打王
- クラレンス・ジョーンズ（1974、1976）
- チャーリー・マニエル（1979-1980）
- ラルフ・ブライアント（1989、1993 - 1994）
- タフィ・ローズ（1999、2001、2003）
- 中村紀洋（2000）

打点王
- チャーリー・マニエル（1980）
- ジム・トレーバー（1991）
- ラルフ・ブライアント（1993）
- 石井浩郎（1994）
- タフィ・ローズ（1999、2002）
- 中村紀洋（2000-2001）

盗塁王
- 鈴木武（1954）
- 安井智規（1968）
- 大石大二郎（1983 - 1984、1987、1993）

最多安打
タイトル制定（1994年）以後の該当者無し。タイトル制定以前のリーグ最多安打打者は以下の通り。
- 土井正博（1964、1967）
- 永淵洋三（1969）
- 新井宏昌（1987）
- ジム・トレーバー（1990）
- 石井浩郎（1993）

最高出塁率
- ジャック・ブルーム（1963）
- 小川亨（1975）
- 佐々木恭介（1978）
- 栗橋茂（1980）
- 中村紀洋（2001）

最多勝利打点
※ 1981年制定、1989年から廃止
- リチャード・デービス（1985）

### 投手部門
最多勝利
- 田中文雄（1954）
- 久保征弘（1962）
- 鈴木啓示（1969、1977 - 1978）
- 阿波野秀幸（1989）
- 野茂英雄（1990 - 1993）
- 小池秀郎（1997）
- ジェレミー・パウエル（2002）
- 岩隈久志（2004）

最優秀防御率
- 久保征弘（1963）
- 清俊彦（1972）
- 鈴木啓示（1978）
- 山口哲治（1979）
- 野茂英雄（1990）
- 赤堀元之（1992）

最多奪三振
タイトル制定（1989年）以後の該当者は以下の通り。
- 阿波野秀幸（1989）
- 野茂英雄（1990 - 1993）
- ジェレミー・パウエル（2002）

タイトル制定以前の該当者は以下の通り。
- 鈴木啓示（1967 - 1972、1974、1978）
- 阿波野秀幸（1987）

最優秀勝率
※ 2001年で廃止され、翌年からは最優秀投手となった。
- 清俊彦（1969）
- 佐々木宏一郎（1970）
- 鈴木啓示（1975）
- 石本貴昭（1985）
- 野茂英雄（1990）

最優秀投手
- ジェレミー・パウエル（2002）
- 岩隈久志（2004）

最優秀救援投手
※1974年に最多セーブとして制定、1977年よりセーブポイントで表彰する最優秀救援投手に変更。球団消滅後の2005年より最多セーブ投手に。
- 石本貴昭（1985 - 1986）
- 吉井理人（1988）
- 赤堀元之（1992 - 1994、1996 - 1997）
- 大塚晶文（1998）

なお、表彰タイトルではなかったので参考だが1974年以降リーグ最多セーブ投手になったのは以下の選手。
- 鈴木康二朗（1984 - 1985）
- 石本貴昭（1986）
- 赤堀元之（1992-1994）
- 大塚晶文（1998）

沢村賞
- 野茂英雄（1990）

### ベストナイン
- 小玉明利（三塁手：1960、1962 - 1965）
- ジャック・ブルーム（二塁手：1962 - 1963）
- 高木喬（一塁手：1965）
- 土井正博（外野手：1967 - 1968）
- 鈴木啓示（投手：1969、1975、1978）
- 永淵洋三（外野手：1969）
- クラレンス・ジョーンズ（一塁手：1974）
- 佐々木恭介（外野手：1975、1978）
- 石渡茂（遊撃手：1977、1979）
- 梨田昌孝（捕手：1979 - 1981）
- 栗橋茂（外野手：1979 - 1980、1982）
- チャーリー・マニエル（指名打者：1979 - 1980）
- 大石大二郎（二塁手：1983 - 1984、1990）
- リチャード・デービス（一塁手：1985）
- 新井宏昌（外野手：1986 - 1987）
- 阿波野秀幸（投手：1989）
- 山下和彦（捕手：1989）
- ラルフ・ブライアント（外野手：1989、指名打者：1993 - 1994）
- 野茂英雄（投手：1990）
- ジム・トレーバー（一塁手：1991）
- 石井浩郎（一塁手：1993-1994）
- 中村紀洋（三塁手：1996、1999 - 2002）
- フィル・クラーク（一塁手：1997 - 1998、指名打者：1999）
- タフィ・ローズ（外野手：1997、1999、2001 - 2003）
- 大村直之（外野手：1998）
- 礒部公一（外野手：2001）
- ジェレミー・パウエル（投手：2002）
- 岩隈久志（投手：2004）

### ゴールデングラブ賞
※ 1972年 - 1985年はダイヤモンドグラブ賞
- 有田修三（捕手：1975 - 1976）
- 梨田昌孝（捕手：1979 - 1981、1983）
- 平野光泰（外野手：1979 - 1980）
- 小川亨（一塁手：1980）
- 羽田耕一（三塁手：1980）
- 大石大二郎（二塁手：1982 - 1984）
- 新井宏昌（外野手：1987）
- 阿波野秀幸（投手：1989）
- ジム・トレーバー（一塁手：1991）
- 大村直之（外野手：1998、2003）
- 中村紀洋（三塁手：1999 - 2002、2004）

### 正力松太郎賞
- 西本幸雄（1979）

## 選手記録
完全試合
- 武智文雄 - 1955年6月19日、対大映スターズ第2試合（大阪球場）
- 佐々木宏一郎 - 1970年10月6日、対南海ホークス（大阪）

ノーヒットノーラン
- 山下登 - 1954年8月7日、対高橋ユニオンズ（中日球場）
- 鈴木啓示 - 1968年8月8日、対東映フライヤーズ（日生球場）
- 鈴木啓示 - 1971年9月9日、対西鉄ライオンズ（日生）
- 神部年男 - 1975年4月20日、対南海ホークス第2試合（藤井寺球場）
- ナルシソ・エルビラ - 2000年6月20日、対西武ライオンズ（大阪ドーム）

サイクル安打
- 平野光泰 - 1980年7月17日、対阪急ブレーブス（西宮球場）
- 栗橋茂 - 1985年5月21日、対南海ホークス（大阪）
- 金村義明 - 1986年7月17日、対阪急ブレーブス（西宮）
- 中村紀洋 - 1994年9月18日、対日本ハムファイターズ（藤井寺）

通算2000安打
- 新井宏昌 - 1992年7月8日、対オリックス・ブルーウェーブ（藤井寺）

通算200勝
- 鈴木啓示 - 1977年4月26日、対ロッテオリオンズ戦

### 通算最多記録
近鉄在籍時代に記録したもののみ（他球団在籍時での記録は数字に含まれない）
- 試合出場 - 1908 小川亨

投手
- 勝利投手 - 317 鈴木啓示
- セーブ - 139 赤堀元之
- 登板試合 - 703 鈴木啓示
- 奪三振 - 3061 鈴木啓示

打者
- 本塁打 - 307 中村紀洋
- 打点 - 960 土井正博
- 安打 - 1877 小玉明利
- 盗塁 - 415 大石大二郎

## その他のチーム記録

1950年から2004年までの順位のグラフ

「大阪近鉄バファローズ及びその前身球団の年度別成績一覧」も参照
- 初試合 1950年3月12日・藤井寺球場（対毎日、2-6）
- 初勝利 1950年3月13日・藤井寺球場（対南海、4-3）
- リーグ優勝 4回
  - （1979年 - 1980年、1989年、2001年）
- 日本一 0回
- 前期優勝 1回
  - （1979年）
- 後期優勝 1回
  - （1975年、1980年）
- Aクラス 22回
  - （1954年、1969年 - 1972年、1975年、1978年 - 1980年、1982年、1985年 - 1986年、1988年 - 1992年、1994年、1997年、2001年 - 2003年）
- Bクラス 33回
  - （1950年 - 1953年、1955年 - 1968年、1973年 - 1974年、1976年 - 1977年、1981年、1983年 - 1984年、1987年、1993年、1995年 - 1996年、1998年 - 2000年、2004年）
- 最下位 19回
  - （1950年 - 1953年、1958年 - 1962年、1964年 - 1967年、1973年、1981年、1987年、1995年、1999年 - 2000年）
- 連続Aクラス入り最長記録 5年（1988年 - 1992年）
- 連続Bクラス最長記録 14年（1955年 - 1968年）
- シーズン最多勝利 78（2001年）
- シーズン最少敗戦 45（1979年）
- シーズン最高勝率 .622（1979年）
- シーズン最少勝利 29（1958年）
- シーズン最多敗戦 103（1961年）※プロ野球記録、2024年シーズン終了時点で唯一シーズン100敗を記録
- シーズン最低勝率 .238（1958年、当時は引き分けを0.5勝0.5敗で計算していたため、現在の勝率に換算すると.230）
- シーズン最高打率 .290（1980年）
- シーズン最多得点 791（1980年）
- シーズン最多安打 1332（2001年）
- シーズン最多二塁打 249（2002年）
- シーズン最多三塁打 40（1953年、1954年）
- シーズン最多本塁打 239（1980年）※当時日本新記録。現在はパ・リーグ記録
- シーズン最多四球 581（2001年）※日本記録）
- シーズン最多四死球 644（2001年）※日本記録
- シーズン最多盗塁 223（1954年）
- シーズン最多犠飛 52（1978年）※日本記録
- シーズン最高防御率 2.66（1954年）
- シーズン最低防御率 5.10（1985年）
- シーズン本塁打数200本以上3回（1980年、1985年、2001年）※日本記録
- 最大連勝 13（1994年7月26日・対ロッテ - 8月10日・対ロッテ）
- 最大連敗 13（1952年5月25日・対毎日第1試合 - 6月15日・対西鉄第1試合）
- 1試合最多得点 21（1980年6月30日・対ロッテ第1試合、2000年9月5日・対オリックス）
- 1試合最多失点 25（1985年9月18日・対南海）
- 1試合最多安打 26（2003年8月18日・対日本ハム）
- 1試合最多二塁打 8（1963年6月19日・対東映、1963年10月3日・対阪急）
- 1試合最多三塁打 3（1984年5月24日・対南海 他4度）
- 1試合最多本塁打 8（2003年7月12日・対日本ハム）
- 1試合最多犠打 7（1987年・対南海）※日本記録
- 1試合最多盗塁 9（1954年7月27日・対毎日）

## 歴代監督
太字は優勝達成監督
1. 1950年 - 1952年 ： 藤田省三 [※ 1]
2. 1953年 - 1957年 ： 芥田武夫 [※ 2]
3. 1958年 ： 加藤久幸
4. 1959年 - 1961年 ： 千葉茂 [※ 3] [※ 4]
5. 1962年 - 1964年 ： 別当薫 [※ 5]
6. 1965年 - 1966年 ： 岩本義行
7. 1967年 ： 小玉明利
8. 1968年 - 1970年 ： 三原脩
9. 1971年 - 1973年 ： 岩本堯 [※ 6]
10. 1974年 - 1981年 ： 西本幸雄
11. 1982年 - 1983年 ： 関口清治
12. 1984年 - 1987年 ： 岡本伊三美
13. 1988年 - 1992年 ： 仰木彬
14. 1993年 - 1995年 ： 鈴木啓示 [※ 7]
15. 1996年 - 1999年 ： 佐々木恭介 [※ 8]
16. 2000年 - 2004年 ： 梨田昌孝 [※ 9]

1. ↑  1952年は9月16日まで指揮、残り試合は芥田武夫が代行。
2. ↑  1957年は6月20日まで指揮、残り試合は加藤春雄が代行。
3. ↑  ここから近鉄バファロー
4. ↑  1959年は6月18日まで指揮、閉幕までは林義一が代行。
5. ↑  ここから近鉄バファローズ
6. ↑  1973年は9月26日まで指揮、残り試合は島田光二が代行。
7. ↑  1995年は8月8日まで指揮、残り試合は水谷実雄が代行。
8. ↑  ここから大阪近鉄バファローズ
9. ↑  2002年は8月16日のみ真弓明信が代行。

## 歴代オーナー
- 1950年 - 1989年 佐伯勇[69]
- 1989年 - 1998年 上山善紀（1981年より1989年までオーナー代行）
- 1998年 - 2002年 金森茂一郎
- 2002年 - 2004年 田代和

歴代監督名は「球団名変遷と年度別成績」の項目を参照。

## 歴代本拠地
- 1950年 藤井寺球場
- 1950年9月以後 - 1957年 大阪球場
- 1958年 - 1983年 日本生命球場
- 1984年 - 1996年 藤井寺球場
- 1997年 - 2004年 大阪ドーム[注 1]

地方開催扱いではあるが、近鉄沿線への配慮から、とりわけ名古屋地区と京都地区では毎年のように以下の球場で主催試合を行っていた。
- 名古屋地区 ナゴヤ球場[注 35]（ - 1996年）、長良川球場（1991年 - 1996年）、ナゴヤドーム（1997年 - 1999年）で3 - 10試合程度。オープン戦では本来本拠地とする中日とのビジターゲームもあった。
- 京都地区 西京極球場（1965年 - 1973年：1968年は非開催）で5 - 10試合程度。これとは別に同様に準本拠地としていた阪急主催での対近鉄戦もあった。

南海からダイエーへの球団譲渡および福岡移転直後の1989年と1990年には、大阪球場で10試合前後の主催試合を行った。
本拠地についての備考
日生球場・大阪球場
- 日生球場は収容人員が日本野球機構主催によるオールスターや日本シリーズを開催する時の最低下限である3万人よりも少なかったので、近鉄主管で行われる場合（1979年、1980年のプレーオフも）大阪球場を使った他、オールスターについては近鉄が主管となる順番となった回は南海ホークスに開催権を譲渡していた。ただし、1975年のプレーオフは藤井寺で開催しており、仮に日本シリーズ出場が決まった場合も藤井寺を使う予定だった。なお、ナイトゲーム主催のために近鉄は日生球場にナイター設備（1958年）や観客席増設（1962年）の工事を負担している。

藤井寺球場
- 形式上は藤井寺、大阪球場（1957年まで）→日生（1958年以後）のダブルフランチャイズだったが（専用球場の届出もこの2カ所で登録された）、1983年までは日生をメインに日曜・祝日などのデーゲーム時に藤井寺を使用。1984年以後は藤井寺をメインに年10 - 20試合程度を日生で開催した。1997年にメインを大阪ドームに移した後も1999年までは藤井寺とのダブルフランチャイズで登録された。
- 球団創立（1950年）時点での藤井寺球場の所在地は「南河内郡藤井寺町」であり、NPBでは唯一「市」ではなく「町」に本拠地を置いていたことがある球団であった。

## 永久欠番
#1 鈴木啓示
2004年当時はパ・リーグ唯一の永久欠番だったが、吸収合併先のオリックスでは当時1番をつけていた後藤光尊が引き続き着用を希望したため、引き継がれず消滅（オリックスも永久欠番の継承を検討して鈴木本人に確認したが、「自分の永久欠番はあくまで近鉄での記録によるもの」とし、後藤の継続着用を承諾した）。その後、2007・2008年は監督のテリー・コリンズが着用し（後藤は24番に変更）、コリンズが退任した2009年から後藤が再び着用したが、楽天に移籍した2014年は空き番となり、2015年シーズンより、米国から帰国した中島裕之に割り当てられた。ユニフォーム復刻試合ではオリックスの通常の背番号で近鉄ユニフォームが作成されるため、2013・15年に着用された1999～2004年のユニフォームには、実際の近鉄時代にはなかった「背番号1」（2013年ホーム用で後藤、2015年ビジター用紺で中島）が登場した。
また、近鉄として最後の監督である梨田昌孝によって、以下のような言葉が残されている。
「みんな胸を張ってプレーしろ。お前たちが付けている背番号は、すべて近鉄バファローズの永久欠番だ」

## 沢村栄治賞受賞者
野茂英雄がパシフィック・リーグ初の沢村栄治賞受賞を達成。1990年に沢村賞を受賞した野茂より前の時代だと、鈴木啓示が投手三冠王を達成するなど活躍をしたが、当時、パ・リーグは沢村賞の選考対象外だった為、鈴木は受賞出来なかった。
- 野茂英雄 ：1回（1990年）

## 三冠王（投手・打者）

### 投手三冠王
近鉄での投手三冠王の達成者は2人。
- 鈴木啓示 ：1回（1978年）
- 野茂英雄 ：1回（1990年）

### 打者三冠王
達成者はいない。

## 最優秀選手受賞者（複数回）

### 投手の複数回受賞者
複数回受賞の達成者はいない。

### 打者の複数回受賞者
複数回受賞の達成者はいない。

## チームの特徴
- 1990年代以前は外様監督が多く、仰木彬以前の生え抜き監督はプロ経験のない藤田省三と芥田武夫を除くと、加藤久幸と小玉明利の2人しかいなかった。仰木以降は鈴木啓示・佐々木恭介・梨田昌孝と生え抜き監督が続いたが、球団消滅により梨田が近鉄最後の監督となった。監督は「基本的に若手中心で」（補強はしない）というのを毎年命じられていた。
- 打線は「いてまえ打線」（大阪弁。「やってしまえ」の意）と呼ばれ、特にリーグ優勝した2001年にはチーム防御率4.98とリーグ最下位ながらチーム打率.280、チーム本塁打数211と他チームを圧倒し優勝をさらった。この年は3番のタフィ・ローズと4番の中村紀洋だけで101本、3番 - 7番では実に165本もの本塁打を叩き出し話題となった。ローズが本塁打王（55本）、中村が打点王（132打点）、主に5番に入ることが多かった礒部公一は得点圏打率1位（.417）の成績を残している。この年阪神監督の野村克也が自チームの貧打線に対し「（バックに）いてまえ打線があったら（グレッグ・ハンセルは）20勝している」というコメントを残したのも有名。1980年には前述のようにシーズン239本塁打の日本記録を打ち出すなど、本塁打の魅力をどこよりも認識させた球団だった。詳細はいてまえ打線を参照。
- 野茂英雄、吉井理人、大塚晶則、中村紀洋、岩隈久志など、多くのメジャーリーガーを輩出している。
- リーグ優勝する年は、必ずと言って良いほど助っ人外国人選手が本塁打を量産する傾向がある。実際に、球団創設から消滅までの55年でリーグ優勝は4回あるが、この間にチャーリー・マニエル（1979年に37本、1980年に48本）、ラルフ・ブライアント（1989年に49本）、ローズ（2001年に55本）がそれぞれ、本塁打王を獲得している。
- 1970年前後に日生球場のナイター使用がプロ野球機構で問題になり、近鉄沿線の三重県や愛知県へのフランチャイズ移転も検討されたが、愛知県は中日ドラゴンズの保護地域であるため許可を得られず断念した（ただし、名古屋での公式戦は地方開催扱いで1999年まで行われていた。これは近鉄の営業圏内であったこと、中京にパ球団を持たないリーグ事情も勘案されていた）。1973年に藤井寺球場のナイター工事が着手されたが、地元の反対で完成は11年後の1984年にずれこんだ。
- 日本一を経験していない球団では最長の期間、存続した。身売りの多いパ・リーグ球団では唯一、親会社が変わらないまま歴史に幕を閉じた。
- 2004年9月、北海道で行われた世界ラリー選手権（WRC）、ラリージャパンに「チームバファローズ コットンファクトリー」としてプジョー・206で参戦したが、リタイヤした。当時の監督の梨田がプジョーを愛車としていたことが縁だった。
- 最下位になったことが非常に多いチームであり、1950年の2リーグ分立以降では19回。2010年に横浜ベイスターズ（現・横浜DeNAベイスターズ）が最下位20回を更新するまでは消滅したチームも含めて両リーグワーストだった。
- シーズン90敗以上を5シーズンで記録している。2010年に横浜ベイスターズ（現・横浜DeNAベイスターズ）が6シーズンで90敗以上を更新するまでワースト記録だった。
- 選手（特に、外国人選手）の複数年契約は、原則、球団側に認められていなかった。このことが原因で、2003年シーズンオフにチームの主力であったタフィー・ローズが交渉決裂し、読売ジャイアンツへと移籍している。それ以前にも、近鉄初優勝の立役者であったチャーリー・マニエルの代理人が1980年シーズンオフに球団に対して法外な要求をしたため、契約交渉が決裂したこともあった[注 37][注 38][74]。
- 北海道日本ハムファイターズが2004年に本拠地を東京ドームから札幌ドームに移転してからは日本ハム以外のパ・リーグ球団も東京ドームで主催試合を開催するケースが増えたが、近鉄は球団最終年となる2004年は日本ハムとの東京ドームでの試合はあったものの、ビジター開催だったため、21世紀以降に現存したパ・リーグ球団では唯一、東京ドームでの主催試合が組まれなかった[注 39]。
- プロ野球に理解のないフロントの体質に関して不満を持つ選手も多かった。
  - 野茂英雄は先発日に藤井寺球場の駐車場に車を止めたところ、近鉄本社の人間が来るので車を動かすことを要求されたり、契約更改の席で「熾烈な優勝争いをして2位に終わるのが一番」（理由については野茂の項を参照）と言われたこともある。
  - 佐々木恭介は入団後初めてグランドに集まった際、フロントの訓示で「お前達野球クラブの選手は」と言われ、頭に血が上ったと述懐している。
  - 「ドン・マネー事件」での外国人選手に対する待遇のみならず、監督に三原脩が就任する以前、近鉄選手の移動は列車では当時の三等車（後の普通車）のみ（西鉄ライオンズなどは二等車、後のグリーン車を既に利用していた）だったことからも、選手に対する待遇の悪さは伝統的なことであったといえる。
  - 金村義明も著書『在日魂』の中で1989年のパ・リーグ優勝旅行はハワイ4泊6日の旅だったが、飛行機は往復ともエコノミークラス（金村は球団側に「ビジネスクラスにして欲しい」と要望していたが、球団側が「ビジネスクラスは満員でチケットが取れない」と拒否）であったり、選手の子どもの飛行機代は選手の自腹だった。後年金村は西武でも優勝旅行を経験したが、近鉄と西武の優勝旅行は同じハワイでも雲泥の差だったとしている[75]。

## ユニフォームの変遷
- 1950年 - 1952年 球団創設期はホーム用が胸に「Pearls」が入ったもの、ビジター用は水色を基調としたユニフォームで胸にゴシック体で「KINTETU」のロゴが入った（1952年限り）。ゴシック体の「KINTETU」は1957年まで使用される。帽子は「K」「P」など数種類が存在。
- 1953年 左胸に「Pearls」と書かれた、サンフランシスコ・シールズを参考にしたユニフォームが登場。同時に縦縞となり、球団名がバファローとなった1959年まで使用。
- 1954年 - 1958年 左胸に「P」1文字の、フィラデルフィア・フィリーズを参考にしたデザイン。1958年には帽子のツバ、アンダーシャツ、ストッキングが赤くなる（途中から従来の物も使用）。1958年からビジター用ロゴが飾り文字に変更。
- 1959年 千葉監督就任と同時に球団名をバファローに変更。ホーム用は黒の帽子・アンダーシャツ・縦じま・袖ラインが採用され、赤い「Buffalo」の胸マークが入ったデザインに変更された。ビジター用は背番号の書体を変更。帽子の前面には、金糸で猛牛マークが入った。
- 1960年 - 1961年 縦縞を廃止。チームカラーを黒と黄色に変更。ビジター用の左袖が近鉄の社章から猛牛マークに変更される。
- 1962年 - 1965年 球団名がバファローズとなり、胸ロゴが「BUFFALOES」に変更。袖番号が付けられる。帽子マークは「K」と「B」を組み合わせたものに。1965年からラインを黒に変更し、番号が胸に移動。
- 1966年 - 1973年 ロサンゼルス・ドジャースを参考にしたユニフォームに変更。同時にロゴも筆記体の「Buffaloes」に変更。ストッキングは上部が濃紺に3本の白線、下部が赤色となる。
  - 1968年より、三原脩監督就任時より、ホーム用の背番号、胸番号の角が取れ、丸型となる。
  - 1969年 - 1971年 ヘルメットが紺地に猛牛マークが入ったものになる。
  - 1972年より、帽子のツバがオレンジ色となる。
  - 1973年後期より、袖とズボンにラインが入るなどのマイナーチェンジが施される。
- 1974年 - 1996年 西本幸雄監督就任時より、ニット式のベルトレスユニフォームが登場。袖部分のラグランスリーブが赤となり、首と袖に白線が入り、丸首プルオーバースタイルとなる。左袖には、炎と猛牛を組み合わせたマークが入る。ユニフォームデザインはアトランタ・ブレーブスのものを参考にしている。
  - 帽子・ヘルメットは、紺色地に赤の「B」マーク（デザイン自体は1966年より使用しているものと同じでボストン・レッドソックスと同じ書体）・ツバが赤。その後、ヘルメットのみ猛牛マーク（赤色のツノ・紺色の目を白縁でデザイン）に変更されたデザインが使われるようになる（採用時期不詳）。
  - 1977年より 左袖のマークが猛牛マークになり、デサント社が開発した快適性、軽量化を図ったメッシュ素材の上着を、野球のユニフォームとしては世界で初めて採用する。
  - 1978年より 背番号の上に選手名（英字表記）が入り、ベルトレスからインナーベルト式になる。
  - 1978年後期より、帽子の地色が赤、前面が白、白部分のサイドに紺のラインが入り、紺色の「KINTETSU BUFFALOES」のロゴ（アーチ型）、猛牛マークが入る三色帽に変わる。三色帽はモントリオール・エクスポズが採用していたものを参考にデザイン。
    - 1979年、1980年、1989年の3度のリーグ優勝を果たしたゲンのいいユニフォームで、マイナーチェンジを繰り返しながら23年の長きに渡り使われた。
- 1997年 - 2004年 大阪ドーム[注 1]移転を機にフルモデルチェンジ。デザインはコシノヒロコが手掛ける。同時に球団カラーを「バファローズホワイト」、「バファローズオレンジ」、「バファローズネイビー」、「バファローズレッド」の4色と設定。デザインはそれに基づかれた。
  - 帽子・アンダーシャツ・線は紺。
  - 1999年より、球団名が大阪近鉄バファローズとなり、ビジター用が「Kintetsu」から「Osaka」に変更。これが近鉄最後のユニフォームとなった。また左袖には50周年記念のバフィーワッペンが入る（翌年以降、元のバフィーワッペンに戻す）。
    - ビジター用上着のデザインは当初は赤のみだった[注 40][注 41]。しかし、いざユニフォームが完成してみると、当時の佐々木監督や選手たちから「東芝のユニフォームみたい」「プロが着るユニフォームじゃない」などと異論が続出し、選手たちがユニフォーム変更を拒絶しかける事態となり[注 42]、事態の沈静化を図るため急遽紺が追加された。その後もファン感謝デーでこのユニフォームが初お披露目された際、ファンから「台湾プロ野球（のユニフォーム）だ」などと酷評され、優勝するまではこのユニフォームの評判は良くなかった。
    - ビジター用はユニフォームは金曜日から月曜日は紺、火曜日から木曜日では赤と使い分けられていたが、2000年以降は紺のみとなった（使い分けに関しては当初「ナイトゲームは赤、デーゲームは紺」とされたが、使用頻度の偏りを避けるために上記のようになった）。このため、結果的に、「Osaka」ロゴの赤は1999年のみの使用となった。

後身のオリックス・バファローズの2011年以降の旧ユニフォーム復刻イベントで以下の時代のものが再現された。
- 1966～73年前期
- 1974～96年
- 1999～2004年 - 2013年（ホーム）、2015年（ビジター紺）、2019年（ビジター赤）
  - いずれもビジター用の胸ロゴが「Osaka」に変更後のもの。1999～2004年モデルには、当時永久欠番とされた「背番号1」は本来存在しなかったが、2013年は後藤光尊がホーム用で、2015年は中島裕之がビジター用（紺色）で着用している。

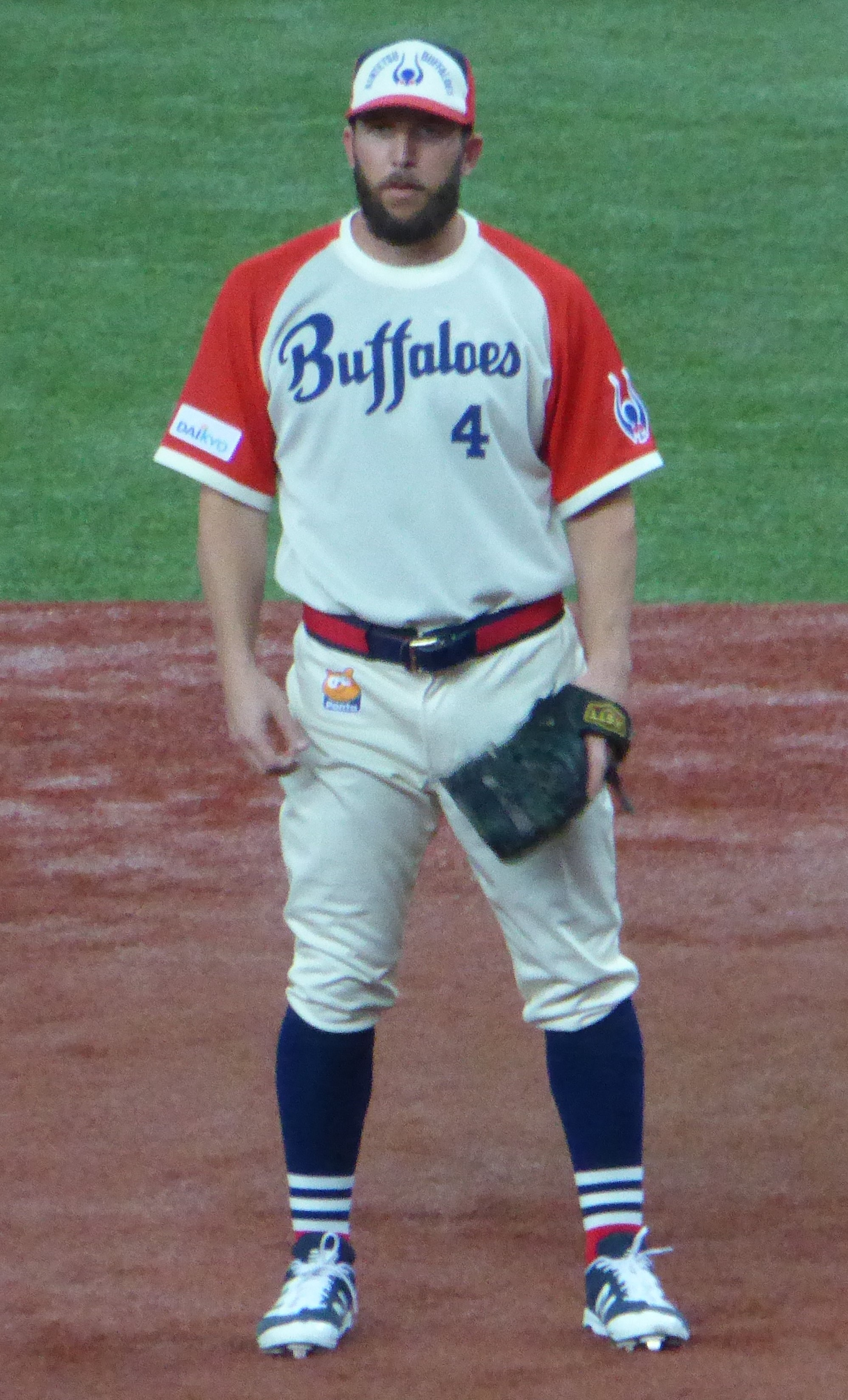
1974年～96年のホームユニフォーム（復刻版）
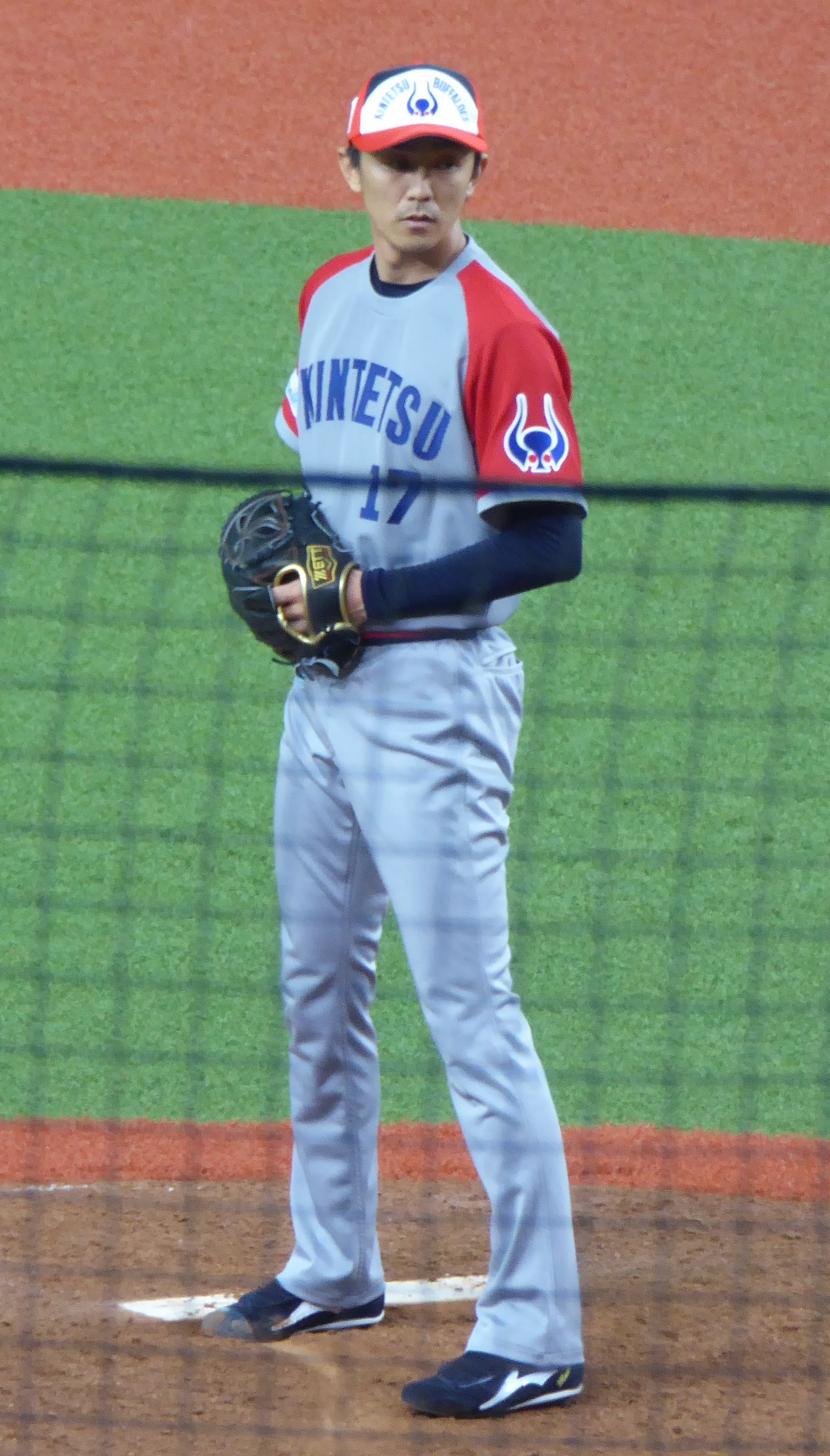
1974年～96年のビジターユニフォーム（復刻版）

## 球団旗の変遷
- 1949：「近鉄パールス」時代のもの。紺地にパール＝真珠を模した白丸をちりばめる。左上には、真珠貝を模した白丸の上に「KP」の組文字。
- 1950 - 1958：KPマークを真珠貝ではなく、円が囲む形となった。
- 1959 - 1981：球団ニックネームがバファローとなり、岡本太郎デザインの猛牛マークが登場。水色地に赤で猛牛マーク、両目は紺。
- 1982 - 1996：ユニフォームのカラーリングにあわせて、球団旗の配色も赤・紺・白のトリコロールとなる。赤地に白の猛牛マーク（両目の色が白であるものと紺であるものの2種類存在した）、その下に紺地に白文字で「Buffaloes」。
- 1997 - 2004：本拠地の大阪ドーム[注 1]移転を機に、球団旗もリニューアル。紺と赤を波型で分け、中央に白の猛牛マーク、左上には赤文字で「Buffaloes」。

## シンボルマーク・マスコット
シンボルマーク
- 千葉茂が監督に就任した1959年に、「バファロー」の新チーム名称に合わせて千葉の親友だった岡本太郎がデザイン。「猛牛マーク」の通称があったが、球団広報物では「ツノマーク」と表記していた。千葉の述懐に依ると銀座のバーで、デザイン料10万円で依頼したという。以降球団が解散する2004年まで、球団旗やユニフォームなどで使われ続けた。日本一に輝いた時に姿を公開することとなっていた「猛牛マーク」を横から見たような「サブマーク」が有ったが、公開されず球団と共に消えた。しかし、2008年頃にその幻のマークの原画が発見され、2010年に岡本太郎記念館で公開された。従来の猛牛マークが牛の顔のみであるのに対してこちらは牛の全身を横から捉えた図で岡本曰く「ふとっちょの猛牛が目をむいて突っ込んでる愉快なやつ」。西武ライオンズのシンボルマークやイメージカラーを積極的に用いた西武グループとは異なり、グループのバスやタクシーなどに猛牛マークを入れる例は少なく、運送会社である近鉄物流（現：近物レックス）の車両や伝票に見られた程度であった。近鉄物流も球団解散の直前にグループを離れ、同社のトラックに猛牛マークは残っていたが、現在はKBRに変更されている。

バッファくん
- 1976年から大阪ドーム移転前の1996年に用いられた、白川吉男デザインによるユニフォームを着た少年をモチーフとしたマスコットキャラクター。近鉄の野球帽・ユニフォームを着用しアシックスのスパイクを履き、バットとグラブを持ち片足を上げた少年のデザインとして、顔のみのデザインも含めたペットマークとして登場。初期のデザインではバットを握った右手の指本数が1本足りなかったが、後に改作された。着ぐるみも作られ、ファン感謝デーなどでも登場していた。このマスコットに似ているということで、中村紀洋の愛称になったこともある。2011年8月に開催されたオリックス・バファローズの「LEGEND OF Bs2011〜蘇る黄金の70's〜」でスタメン発表時にバッファくんのイラストが使われた。なお、バッファくん登場前には鼻息をふかして突進する姿の猛牛のマスコットを使っており、1975年後期優勝の近鉄電車の記念乗車券券面には西本幸雄監督の顔と伴に印刷されている。
- 白川が勤務していたデザイン事務所が近鉄グループと取引関係があった縁から、当初は近鉄沿線の子供向けの少年野球の募集用ポスターのイラストとして依頼されて製作したのが、知らない間に球団のマスコットとして起用されたという。
- 合併後、権利を引き継いだオリックス球団でもユニフォーム復刻に合わせてグッズが発売されたが、別途白川も近鉄本社からグッズ製作の許諾を受けたため、デザインを一部修正した上でグッズを製作・販売している。

バフィリード
- 大阪ドームへの本拠地移転後、1997年シーズンより「トムとジェリー」「原始家族フリントストーン」などを手掛けたアメリカのハンナ・バーベラ・プロダクションがキャラクターデザインを担当した「バフィリード」を中心としたマスコットキャラクター群が登場している。夢と冒険のファンタジーワールド「バファローバレイ」に住む愉快な仲間達として以下の4体が制定され中世ヨーロッパ調の私服デザインとバフィリードのみユニフォーム姿のデザインが設定されたが、その後「カペロット」「バルバロック」は2000年シーズンをもって登場が打ち切られた。
- キャラクター着ぐるみ作成及び担当は明石家まんまや朝おき太等を手がけた株式会社リップ。
  - バフィリード（Buffie-Lead、バフィ） - 背番号100、主人公。打ってよし・走ってよし・守ってよしのスーパープレイヤーで明るくユーモラスで親しみやすい性格、また困難が起こるとリーダーシップを発揮する。名称は一般公募で決定。
  - ファルルリーナ（Falulu-Rena、ファルル） - 背番号200、女の子のキャラクター。気取った感じはなく嫌味なく物事を言う性格。2000年以降ユニフォーム姿（ワンピースにベルト）に変更。
  - バルバロック（BALBAROCK、バル） - 大柄な男性のキャラクター。力持ちでボスのような性格、騎士道精神に富んだ正義の男。
  - カペロット（CAPELOT、カペロ） - 子どものキャラクター。お人好しでのんびり屋、愛嬌をふりまく人気者な性格。
  - 球団合併により、各キャラクターも引退したが、バフィリードだけはオリックス本社に商標権が譲渡され、2013年に復刻イベントに初めて登場し、2019年にも同様に復刻イベントで登場した。他キャラに就いては近鉄本社が更新期限まで所有する状態となっている。
  - 合併球団「オリックス・バファローズ」発足後、2010年シーズンまで球団マスコットはオリックス球団のネッピー・リプシーが続投されたが、2011年1月ユニフォームとともにマスコットが一新され「牛のマスコット」が6年ぶりに復活。のちに公募で男の子が「バファローブル」（BuffaloBULL）、女の子が「バファローベル」（BuffaloBELL）と命名された。バフィリードとは2013年6月のユニフォーム復刻イベントで復活した際に共演を果たしている。背番号はネッピー・リプシーのものを引き継ぎ111・222。詳細は球団の項目を参照。

## 応援スタイル
- 打者に対する基本的な応援コールは「かっとばせー、○○（選手名）！××（対戦相手チーム）倒せー、オー！」だった。このスタイルは1980年代までは近鉄のみならず大半のチームで採り入れられていたが、1990年代以降は年々少なくなっていき、遂には近鉄でしか使われなくなった。一方で、近鉄は球団解散時までこのスタイルを通した（ちなみに、現在この応援コールを使っているのは北海道日本ハムファイターズと福岡ソフトバンクホークスで、読売ジャイアンツ主催試合のみである）。
- 応援歌を流す前のコールは98年の途中までが「〜〜○○（驚弾炸裂紀洋、鋭撃巧打礒部、俊敏華麗に武藤など）」×3を1回もしくは2回のあと「○○！（○○！）○○！（○○！）○○（○○！）」から選手別応援歌、98年の途中からは「〜〜○○」×3からすぐに応援歌の演奏に変更した。
- 球団解散時には『暴れん坊将軍』のオープニングテーマを原曲とするI（1995年 - ）、タオルマフラーを持って踊るII（2000年 - ）、2種類の歌詞があるIII（2001年 - ）、ビハインドの場面で使われるIV（2002年 - ）、ビッグイニングの時に使われるV（2003年 - ）と5種類のチャンステーマが存在。III以降は「踊る牛」「笑う牛」（以上III）「紅の丑」（IV）「パニ牛」（V）とタイトルもついていた（代打のテーマにも「働く牛」というタイトルがついている）。
- 前述の『暴れん坊将軍』のテーマはジェシー・リード（1991年 - 1992年在籍）の応援歌としても歌われた。
- ラルフ・ブライアント（1988年途中から1995年に在籍）の応援歌は『仮面ライダーV3』が原曲。
- チャンス時のテーマ、三三七に長らく『8時だョ!全員集合』のオープニングテーマを使っていた。ドームに移転してからこの曲は安打以外での出塁テーマとなり、安打の場合の三三七はハロウィンの「Guardians」を使った。
- ジェット風船はチームカラーの赤色に統一していた。
- 藤井寺球場は住宅地と隣接していたため、鳴り物入りの応援が禁止されており、メガホンと声だけの応援スタイルを取った[注 43]。
- 1985年の日本シリーズ（阪神対西武）では、甲子園球場での西武側の応援団が少ないだろうということで近鉄の応援団が協力を申し出て共に応援を行った。

## 主な球団歌・応援歌
- 大阪近鉄バファローズの歌（旧題：近鉄バファローズの歌）（作詞：竹中郁、作曲：米山正夫、歌：クールボナール）
- 炎えろ!近鉄バファローズ（作詞：西沢爽、作曲：城賀イサム）
  - 上記2曲はCD「大阪近鉄バファローズオフィシャル球団歌・応援歌」では高橋元太郎が歌っている。「近鉄バファローズの歌」のクールボナールが歌うバージョンでは、キダ・タローが編曲を担当している。
- ドリーム&パワー（作詞・作曲：岡田誠司、歌：イエスマン・ブギー・バンド フィーチャリング JUN）
- レッドdeハッスル（作詞：キユサマ☆ワカルフ、作曲：パパダイスケ、歌：大西ユカリと新世界）

## エピソード

### 三軍構想
1967年8月、近鉄は、これまでの1・2軍とは別に、若手育成の観点から将来3軍を結成することを念頭においた新人オーディション（入団テスト）を実施した。まず面接・書類審査に98人が応募。その中から24人に絞り、実技による2次審査を4日間にわたり藤井寺球場で実施。3軍のチーム化を念頭に、十数名程度の獲得を目指そうとした。
しかし、実際に実技テストを合格したのは4人のみで、3軍を結成するとした目標には遠く及ばず、その4名のうち3人は投手で野手は1名だけだった。しかも彼らは全員結果を出せず、2人は2年、もう1人は3年で引退。残り1名についても1972年に南海へ移籍したため、3軍制構想は失敗に終わった。

### ネーミングライツ問題
2004年のキャンプ入りを目前とした1月31日、近鉄球団は2005年以降に球団名称を第三者に販売する「命名権」ビジネスを実施することを明らかにした。基本スポンサー料金を年間36億円とし成績に応じてそれを増減させ、スポンサーはチーム名やユニフォーム、球場への広告掲示などができるとした。市民に親しまれる球団にするためには球団本体だけに頼っては前進しないという考えを示した発案だったが、安易に球団名が変更されてしまうことに対し他球団オーナーなどプロ野球界から「野球協約に反するものであり認められない」などと反発が相次いだ。特に発言が球界の動向に大きな影響を与えるといわれた読売ジャイアンツオーナー・渡邉恒雄が猛反対したこともあり、球団名変更に必要なオーナー会議の同意を得られる目処が立たず、2月5日に方針を白紙撤回することを発表した。
ネーミングライツ売却は戦前の大東京軍がライオン歯磨をスポンサーに迎えて誕生したライオン軍（1937年秋季 - 1940年）、戦後パ・リーグ球団の高橋ユニオンズがトンボ鉛筆をスポンサーにしたトンボユニオンズ（1955年）、西武ライオンズの前身である太平洋クラブライオンズ（1973年 - 1976年）・クラウンライターライオンズ（1977年 - 1978年）、ロッテオリオンズ（1969年 - 1970年に大映が親会社で永田雅一がオーナー、中村長芳がオーナー代行だった。1971年大映からロッテに正式に譲渡）などの例がある。近鉄の場合、命名権の販売対象企業として名前が挙がっていたのが消費者金融のアコムだったため、青少年への影響面から認められなかった理由のひとつに挙げられていた。近鉄の命名権販売が認められなかったため、「近鉄の球団消滅はこの時点で避けられないものとなってしまった」という声がある。合併問題が深刻化する頃には、一部球界関係者も「今から思えば、ネーミングライツの承認が最良のソフトランディングだった」と語っていた。

### 過去の合併計画
2004年にオリックスとの合併で消滅した近鉄だが、それ以前にも他球団との合併が画策されたことがある。1965年オフには当時のオーナー・佐伯勇が広島カープオーナー・松田恒次と秘密裏に会い、合併を持ちかけている。佐伯の腹案では、
1. 近鉄と広島が合併
2. 本拠地を広島県広島市に置き、セ・リーグ所属とする
3. 球団事務所・フロントや首脳陣は両オーナー相談の上で決定し、新しい首脳陣が選手50人を人選
4. 資本は近畿日本鉄道と広島球団の出資者（東洋工業と同社創業家の松田家関係者や球団役員などの個人株主他）[注 46] で半々
5. 球団愛称は公募する

と具体的な内容まで踏み込まれていたが、松田はかねてから純益金の分配制度改正（1952年以降のフランチャイズ制度以降は試合開催で得た利益は全額ホームチームのものになっていたが、それを1リーグ時代のホーム7、ビジター3の割合での分配に戻すというもの）をセ・リーグ会長・鈴木龍二に申し入れていたこともあって、佐伯の提案を拒否した。

### 幻の移転計画
本拠地の変遷は先述の通りであるが、他に下記のような移転計画があった。
- 1960年代には近鉄の路線網の東端である名古屋への移転を計画したが、愛知県を保護地域としている中日ドラゴンズの反対で実現しなかった。ナゴヤ球場及びナゴヤドームでは1990年代後半まで年数試合の主催試合を開催していたが、ナゴヤドーム移転後は観客動員が極端に落ち込んだため1999年限りで撤退した。
- 1970年代に西本幸雄が佐伯勇オーナーに、近鉄沿線の花園ラグビー場周辺を整備して野球場を建設し、本拠地を移転することを進言したところ、「（お金が）幾らかかると思っているんだ」と近鉄グループ単独による建設が困難であることを伝えられたという。その後、1980年代初頭の藤井寺ナイター問題時には、ラグビー場の所在地である東大阪市が受け入れと球場の建設費用出資に名乗りを上げたことが新聞報道されたが、藤井寺のナイター設備設置計画がまとまったことで立ち消えとなった。なお、この花園ラグビー場周辺はその後東大阪市営の花園中央公園として整備され、野球場「花園セントラルスタジアム」も建設された。2013年にはオリックス2軍が主管試合を開いている。

また、青木一三は著書で、佐伯オーナーが1979年頃に、愛媛県を本拠とする来島どっくグループ総帥の坪内寿夫に球団売却の申し入れをおこなっていたと記している。

## 放送
放映権に関しては、朝日放送（現：朝日放送テレビ及び朝日放送ラジオ）に優先権があるなど、阪神タイガースとほぼ同じである。

### テレビ放送
- NHKプロ野球（NHK大阪放送局）
- THE BASEBALL 野球烈闘（MBSテレビ）
- スーパーベースボール（朝日放送テレビ）
- 熱チュー!プロ野球2004（関西テレビ、関西ローカル時は『プロ野球中継2004』）
- 1球の緊張感 THE LIVE 2004（読売テレビ）
- 藤井寺バファローズアワー（テレビ大阪）
- 近鉄エキサイトアワー（KBS京都）
- サテライトスタジアム（スカイA。自社制作・朝日放送テレビ制作・KBS京都制作が混在）

### ラジオ放送
- 近鉄バファローズアワー（ABCラジオ）
- 近鉄バファローズナイター（OBCラジオ）

## テレビ番組
- 日経スペシャル ガイアの夜明け ドキュメント・球界再編 〜プロ野球100日攻防の全記録〜（2004年9月14日、テレビ東京）[86] - 近鉄・オリックス合併を取材。

## 書籍

### 関連書籍
- 『奮い立て！ 大阪近鉄バファローズ・奇跡の組織改革』（著者:神山典士）（2002年3月29日、実業之日本社）ISBN 9784408394848
- 『魅惑の球団近鉄バファローズ 逆境からの反撃』（著者:由比精一）（2004年5月15日、新風舎）ISBN 9784797437713
  - 『魅惑の球団近鉄バファローズ 逆境からの反撃』（著者:由比精一）（2009年4月15日、文芸社）ISBN 9784286064031
- 『サヨナラ近鉄バファローズ』（著者:日刊スポーツ出版社）（2004年10月1日、日刊スポーツ出版社〈日刊スポーツグラフ〉）ISBN 4817252413
- 『近鉄バファローズの時代 「悲劇の球団」に捧げる惜別のノンフィクション』（著者:大阪バファローズ研究会）（2004年12月15日、イースト・プレス）ISBN 9784872575040
- 『近鉄バファローズ球団史 1950‐2004』（著者:ベースボール・マガジン社）（2012年8月4日、ベースボール・マガジン社 M.M.BOOK）ISBN 9784583618692
- 『近鉄バファローズ 猛牛伝説の深層 追憶の球団』（著者:梨田昌孝）（2014年9月1日、ベースボール・マガジン社）ISBN 9784583107110
- 『近鉄バファローズの時代 プロ野球史上最も熱かった球団の59年史』（著者:大阪バファローズ研究会）（2015年12月1日、イーストプレス）ISBN 9784781613864
- 『近鉄バファローズ1989 俺たちのパシフィックリーグ』（著者:ベースボール・マガジン社）（2021年10月6日、ベースボール・マガジン社）ISBN 9784583626871
- 『近鉄バファローズ 美しき猛牛魂 1988年～1992年』（著者:安藤宏樹、編者:ベースボールマガジン編集部）（2024年9月4日、ベースボール・マガジン社）ISBN 9784583117010

### 雑誌
- 『さらば大阪近鉄バファローズ 熱い心の野球ありがとう』〈週刊ベースボール別冊 冬季号〉（2004年12月10日、ベースボール・マガジン社）